# Lijst van burgemeesters van Bleskensgraaf en Hofwegen
Dit is een lijst van burgemeesters van de voormalige Nederlandse gemeente Bleskensgraaf en Hofwegen (provincie Zuid-Holland) vanaf de vorming op 1 september 1855 tot die gemeente op 1 januari 1986 opging in de gemeente Graafstroom.
| Ambtsperiode | Naam burgemeester           | Partij of stroming | Bijzonderheden |
| ------------ | --------------------------- | ------------------ | --- |
| 1855 - 1891  | Hendrik Gautier (1827-1891) |                    | tevens burgemeester van Streefkerk (1854-1891)                                                                                            |
| 1891 - 1925  | Pieter Gautier (1863-1929)  |                    | tevens burgemeester van Streefkerk; zoon van voorganger                                                                                   |
| 1925 - 1963  | J.W.C. Dekking              | ARP                | tevens burgemeester van Streefkerk; aan het einde van de Tweede Wereldoorlog vervangen door een NSB-burgemeester maar daarna teruggekeerd |
| 1964 - 1985  | Aart Dirk Viezee            | ARP / CDA          | tevens burgemeester van Streefkerk en vanaf 1969 ook van Oud-Alblas; sinds 1982 waarnemend                                                |